# Brad Armstrong
Brad Armstrong, né le 23 septembre 1965 à Toronto, est un réalisateur, producteur et acteur de films pornographiques canadien.

## Biographie
Il a étudié dans une école d'art et fait du striptease avant de débuter dans le X.
Pour son premier film, Brad Armstrong est invité par Erica Boyer dans "Bimbo Bowlers From Boston".
En 1995, il réalise son premier film avec sa petite amie de l'époque Dyanna Lauren intitulé "Checkmate". Brad rencontre le président de Wicked Pictures Steve Orenstein, qui fut impressionné par son style.
Depuis Brad Armstrong a réalisé plus de 100 films comme "Flashpoint", "Dream Quest", "Conquest"...
Il a été marié avec Dyanna Lauren et Jenna Jameson. En 2006, il a épousé Jessica Drake.

## Récompenses
- 2002 : AVN Award  - for Best Feature (Video) - Euphoria
- 2002 : AVN Award for Best Director (Video) - Euphoria
- 2002 : AVN Award for Best Actor (Film) - Falling From Grace (with Sydnee Steele)
- 2005 : AVN Award for Best Art Direction (Video) - The Collector
- 2008 : AVN Award for Best Actor (Video) - Coming Home
- 2008 : XRCO Award "Best Director (Features)"
- 2009 : XRCO Award Meilleur réalisateur - Films scénarisés (Best Director - Features)[1]
- 2010 : XBIZ Award Director of the Year — Indiv. Project Brad Armstrong, 2040, Wicked Pictures
- AVN Hall of Fame
- 2011 : XRCO Award Meilleur réalisateur - Films scénarisés (Best Director - Features)[2]
- 2014 : AVN Awards[3]
  - Meilleur réalisateur - Film scénarisé (Best Director - Feature) pour Underworld
  - Meilleur scénario pour  Underworld
  - Meilleure scène de sexe protégé pour Sexpionage: The Drake Chronicles (avec Jessica Drake)
- 2015 : AVN Award Meilleur réalisateur - Film scénarisé (Best Director - Feature) pour Aftermath[4]
- 2017 : AVN Award Meilleur acteur dans un second rôle (Best Supporting Actor) pour The Preacher’s Daughter (Wicked Pictures)[5]